# Ho! サマー
「Ho! サマー」（ホ! サマー）は、タッキー&翼の7枚目のシングル。2006年8月9日にavex traxから発売された。

## 概要
- DVD付限定盤には前作に続き振り付けマニュアルが収録された。
- 5年目にして初のドラマタイアップ。

## 収録曲

### 通常盤
1. Ho! サマー（作詞・作曲：羽場仁志、編曲：CHOKKAKU）
『がきんちょ〜リターン・キッズ〜』主題歌（オープニングテーマ）、『ズバリ言うわよ!』エンディングテーマ。いずれもTBS系列で放送されていたテレビ番組。東京ヤクルトスワローズ夏のキャンペーンソング。『Two You Four You』では「album ver.」で収録された。
2. Taste me（作詞・作曲・編曲：宮崎歩）
滝沢ソロ曲。
3. 見果てぬ夢（作曲・作曲：小幡英之、編曲：小幡英之・Audio Highs）
今井ソロ曲。
4. 道（作詞：佐久間麻衣子、作曲：佐久間誠、編曲：Audio Highs）
5. Ho! サマー〜karaoke〜

### 限定生産盤
1. Ho! サマー
2. Taste me
3. 見果てぬ夢
4. Ho! サマー〜karaoke〜

- 特典:タッキー&翼 オリジナルコースター&キーホルダーキット

### CD+DVD
1. Ho! サマー
2. Taste me
3. 見果てぬ夢
4. Ho! サマー〜karaoke〜

- DVD特典:「Ho! サマー」振り付け&オフショット映像収録

## 映像作品
Ho! サマー
- タキツバCLIPS（PV映像）
- Tackey & Tsubasa Premium Live DVD -5th Anniversary Special Package-
- One! -the history of Tackey-
  - 滝沢がソロで披露
- CONCERT TOUR 2010 滝翼祭
- LIVE TOUR 2011 OUR FUTURE
- Youは何しに？タッキー＆翼CONCERT そこにタキツバが私を待っている 正月は東京・大阪へ
- 関ジャニ∞リサイタル 真夏の俺らは罪なヤツ
  - 村上信五・安田章大が披露

Taste me
- One! -the history of Tackey-

見果てぬ夢
- Tsubasa Imai 1st tour 23 to 24
- ☆Dance and Rock★ TSUBASA IMAI Tour'09
- TSUBASA IMAI LHTOUR 2011 Dance&Rock Third Floor〜DiVelN to SExaLiVe